# Checho Hirane
Sergio José Hirane Sarkis (Santiago, 27 de enero de 1955), conocido como Checho Hirane, es un humorista, presentador, militar e ingeniero comercial chileno. Es también conductor de Conectados con Agricultura en la Radio Agricultura.

## Biografía
Hirane proviene de una familia de origen palestino.
Llamado desde pequeño Checho por sus amigos, comenzó a actuar a temprana edad en los festivales de su colegio, y a los 7 años de edad ganó un festival de la canción organizado por el programa infantil Colorín Colorado de la Corporación de Televisión de la Universidad Católica de Chile.
Su vocación definitiva la va amalgamando mediante la incorporación en obras teatrales de su colegio ocupando los papeles principales. A los 15 años de edad ingresa a la Escuela Militar donde continúa desarrollando su veta artística al participar en los círculos musicales y teatrales. En esta casa matriz fue subalterno directo de Miguel Krassnoff, su oficial a cargo.
En 1974 ingresó a la Universidad Católica de Chile donde se recibe de ingeniero comercial. Desde sus primeros pasos universitarios se consagra como animador de todos los eventos artísticos de la universidad, tales como festivales, semanas universitarias, etc., convirtiéndose en el director más joven (19 años), de los famosos clásicos universitarios, que eran espectáculos que ocurrían con ocasión del enfrentamiento de los equipos profesionales de fútbol de las Universidades Católica y de Chile, con más de mil artistas en escena.[cita requerida]
Contrajo matrimonio en 1977 con Ana María Hirmas Chehade, con tan solo 22 años de edad. Son padres de 4 hijos.

## Carrera
Su carrera profesional como humorista comienza en 1983, actuando en un café concert con un éxito moderado de público. Este hecho llamó profundamente la atención de la prensa, ya que era una figura que atraía al público sin haber aparecido en televisión.[cita requerida] Posteriormente abre el Bar Romeo junto con el cantante Miguelo.
En 1984 participó como humorista en el Festival de Viña del Mar. En 1990 llega a Canal 13 para hacer rutinas de humor en el estelar de Raúl Matas Una vez más. Paralelamente, entre 1991 y 1996, fue panelista del programa familiar Video loco del mismo canal. En 1997 emigra a Megavisión donde participa en los programas Domingo a domingo y Videos y Penitencias. Estuvo en el año 2002 hasta 2006 conduciendo el programa Golf Tour (ABT Televisión y posteriormente TVO y +Más Canal.   
Desde 2002 conduce el programa radial Conectados en Agricultura en Radio Agricultura, donde desarrolla una veta como comentarista político ligado a la derecha. En 2004 y 2005 estuvo en el programa En portada junto a Marcela Vacarezza y también en La Red hizo Con el pie derecho (en reemplazo de Mauricio Israel) y el talk show Nunca es tarde en el año 2009.
En octubre de 2020 estrenó su programa político Café cargado en el canal La Red, que en su debut tuvo inéditos 0 puntos de rating sin poder repuntar las semanas posteriores. Pese a ello el programa fue renovado en 2021. En enero de 2022 la temporada de Café cargado fue terminada anticipadamente por La Red tras unas controversiales declaraciones de Hirane en Radio Agricultura, donde llamaba al empresariado a «poner todo tipo de trabas para que le vaya mal» al gobierno de Gabriel Boric.

## Problemas judiciales
En abril de 2007, Hirane fue puesto en reclusión en el Anexo Penitenciario Capitán Yáber debido a una causa por fraude al Servicio de Impuestos Internos por un valor de CLP $78 millones.
El 6 de octubre de 2014 fue sentenciado a 3 años y 1 día de libertad vigilada después de 10 años de investigación por este delito, junto al comediante Iván Arenas y el periodista deportivo Mario Mauriziano. Se estima que el monto defraudado entre los 3 imputados alcanza a los 814 millones de pesos chilenos. Además, se les condena a una multa por el 100% de lo defraudado más los costes del juicio, y la inhabilitación de los imputados en participar en cargos públicos mientras dure el proceso. En junio de 2016 la Corte Suprema acogió el recurso de casación presentado por Hirane en contra de la sentencia condenatoria, siendo absuelto de los cargos.

## Programas de televisión
- Siempre lunes (TVN, 1988-1989)
- Una vez más (Canal 13, 1990-1996)
- Video loco (Canal 13, 1991-1996)
- Domingo a domingo (Megavisión, abril-agosto de 1997)
- Videos y Penitencias (Megavisión, 1998-2001)
- Golf Tour (ABT Televisión y posteriormente TVO y +Más Canal 22, 2002-2006)
- En portada (La Red, noviembre de 2004-junio de 2005)
- Con el pie derecho (La Red, enero-marzo de 2009)
- Nunca es tarde (La Red, abril-noviembre de 2009)
- Café cargado (La Red, octubre de 2020-enero de 2022)

## Programas radiales
- Esperando el 2000 (Radio Universo, 1998-1999)
- Conectados con Agricultura (Radio Agricultura, agosto de 2002-actualidad)